# 인텍플러스
인텍플러스(Intekplus Co. Ltd.)는 대한민국의 기업이다. 본사는 대전시 유성구 테크노 2로 263 (탑립동)에 위치해 있으며 대표이사는 이상윤이다.

 머신비전 기술을 활용한 3D/2D 자동외관검사장비 및 모듈을 개발하고 판매하고 있다. 현재 '발열잡는' 차세대 유리기판 반도체 모듈 관련 외관 검사 장비를 공동으로 개발하고 있다

## 상장
2011년 1월 5일에 한국투자증권을 주관사로 공모가 7,000원에 코스닥 시장에 상장하였다.

## 참고문헌
1. ↑  유안타증권 Company Report-인텍플러스,2024년 1월 26일
2. ↑  “인텍플러스, 고객사 다변화에 목표가 올려”-이베스트, 아이투자, 2023년 11월 21일
3. ↑  인텍플러스 "해외 독점, 웨이퍼 범프 검사장비 국산화한다", 머니투데이, 2023년 1월 30일
4. ↑  인텍플러스, AI 반도체 수요 급증에 CoWoS 패키징 '수혜', 뉴스프라임, 2023.06.30
5. ↑  인텍플러스, 인텔과 '유리기판' 장비 공동개발...외신 머스크 인수 가능성 보도에 상승 컨슈머타임스 2025년 01월 20일